# السوادة (الرضمة)

تعديل مصدري - تعديل

السوادة هي إحدى قرى عزلة كحلان بمديرية الرضمة التابعة لمحافظة إب، بلغ تعداد سكانها 220 نسمة حسب تعداد اليمن لعام 2004.